# Сі-бемоль мажор
Сі-бемоль мажор (B-flat major, B-dur) — мажорна тональність, тонікою якої є звук сі-бемоль. Гама сі-бемоль мажор містить звуки: 
 сі♭ - до - ре - мі♭ - фа - соль - ля
B♭ - C - D - E♭ - F - G - A.
Паралельна тональність — соль мінор, однойменний мінор — сі-бемоль мінор. Сі-бемоль мажор має два бемолі біля ключа (сі-, мі-).

## Найвідоміші твори, написані в цій тональності
- Й. С. Бах — Прелюдія і фуга з 1-го та 2-го зошитів ДТК
- М. Березовський - концерт "«Господь воцарися»"[2]
- Л. Бетховен — Симфонія № 4, 
Соната «Hammerklavier», 
Квартет № 13, 
Велика фуга для струнного квартету
- Дж. Гершвін — «Рапсодія в блакитних тонах»
- Сергій Прокоф'єв — Suita Scytyjska
- Д. Д. Шостакович — Симфонія № 2
- Національні гімни Італії, США, Франції, Швейцарії
- Державний гімн України[3]